# Conference USA (pallavolo)
La Conference USA è una delle 32 conference di pallavolo femminile affiliate alla NCAA Division I, la squadra vincitrice accede di diritto al torneo NCAA.

## Membri

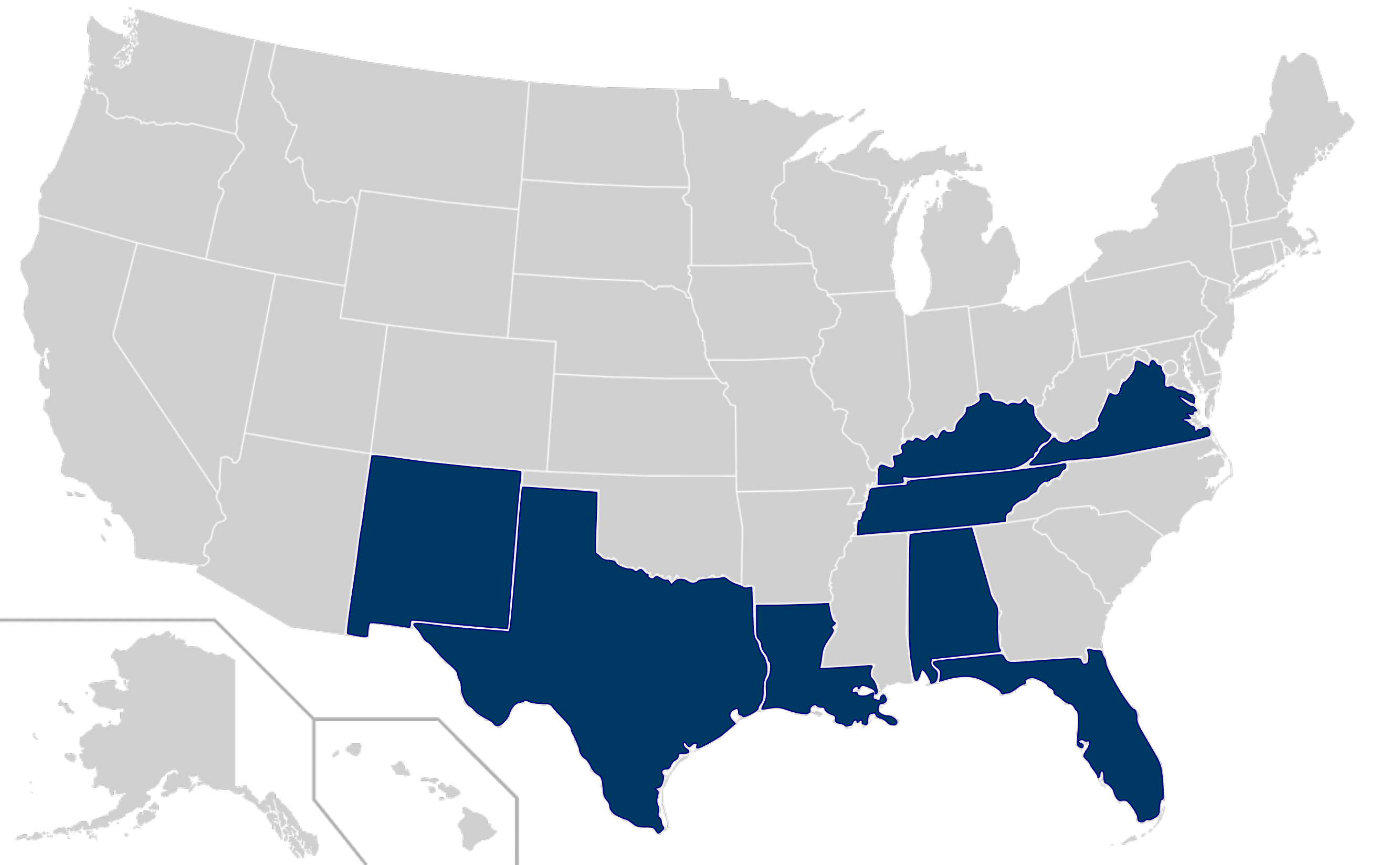

| Squadra                | Sede            | Stato         | Fondazione | Soprannome         | Affiliazione |
| ---------------------- | --------------- | ------------- | ---------- | ------------------ | ------------ |
| Delaware               | Newark          | Delaware      | 1972       | Fightin' Blue Hens | 2025         |
| Florida International  | University Park | Florida       | 1974       | Panthers           | 2013         |
| Jacksonville State     | Jacksonville    | Alabama       | 1978       | Gamecocks          | 2023         |
| Kennesaw State         | Kennesaw        | Georgia       | 2006       | Owls               | 2024         |
| Liberty                | Lynchburg       | Virginia      | 1976       | Lady Flames        | 2023         |
| Louisiana Tech         | Ruston          | Louisiana     | 1987       | Lady Techsters     | 2013         |
| Middle Tennessee State | Murfreesboro    | Tennessee     | 1977       | Blue Raiders       | 2013         |
| Missouri State         | Springfield     | Missouri      | 1958       | Lady Bears         | 2025         |
| New Mexico State       | Las Cruces      | Nuovo Messico | 1974       | Aggies             | 2023         |
| Sam Houston State      | Huntsville      | Texas         | 1970       | Bearkats           | 2023         |
| Texas El Paso          | El Paso         | Texas         | 1974       | Miners             | 2005         |
| Western Kentucky       | Bowling Green   | Kentucky      | 1981       | Lady Toppers       | 2014         |

### Ex membri
| College              | Ingresso | Uscita |
| -------------------- | -------- | ------ |
| Cincinnati           | 1995     | 2004   |
| DePaul               | 1995     | 2004   |
| Louisville           | 1995     | 2004   |
| Marquette            | 1995     | 2004   |
| Saint Louis          | 1995     | 2004   |
| South Florida        | 1995     | 2004   |
| Memphis              | 1995     | 2012   |
| Tulane               | 1995     | 2013   |
| Southern Mississippi | 1995     | 2021   |
| Houston              | 1996     | 2012   |
| East Carolina        | 2001     | 2013   |
| Texas Christian      | 2001     | 2004   |
| Central Florida      | 2005     | 2012   |
| Southern Methodist   | 2005     | 2012   |
| Tulsa                | 2005     | 2013   |
| Marshall             | 2005     | 2021   |
| Old Dominion         | 2020     | 2021   |
| Alabama Birmingham   | 1995     | 2022   |
| Florida Atlantic     | 2013     | 2022   |
| UNC Charlotte        | 2013     | 2022   |
| North Texas          | 2013     | 2022   |
| Rice                 | 2005     | 2022   |
| Texas San Antonio    | 2013     | 2022   |

## Arene
| Squadre                | Arene                         | Capacità |
| ---------------------- | ----------------------------- | -------- |
| Delaware               | Bob Carpenter Center          | 5 000    |
| Florida International  | Ocean Bank Convocation Center | 5 000    |
| Jacksonville State     | Pete Mathews Coliseum         | 3 500    |
| Kennesaw State         | KSU Convocation Center        | 4 600    |
| Liberty                | Liberty Arena                 | 4 000    |
| Louisiana Tech         | Thomas Assembly Center        | 8 000    |
| Middle Tennessee State | Alumni Memorial Gym           | ?        |
| Missouri State         | Hammons Student Center        | 4 646    |
| New Mexico State       | Pan American Center           | 18 596   |
| Sam Houston State      | Bernard G. Johnson Coliseum   | 6 100    |
| Texas El Paso          | Memorial Gym                  | 5 200    |
| Western Kentucky       | E. A. Diddle Arena            | 7 326    |

## Albo d'oro
| Anno          | Podio              | Podio                   | Podio   |
| Campione      | Seconda            | Terza                   |         |
| ------------- | ------------------ | ----------------------- | ------- |
| 1995 Dettagli | South Florida      | Louisville              | -       |
| 1996 Dettagli | South Florida      | Houston                 | -       |
| 1997 Dettagli | Houston            | Cincinnati              | -       |
| 1998 Dettagli | Louisville         | South Florida           | -       |
| 1999 Dettagli | Cincinnati         | Louisville              | -       |
| 2000 Dettagli | Louisville         | South Florida           | -       |
| 2001 Dettagli | DePaul             | Louisville              | -       |
| 2002 Dettagli | South Florida      | Louisville              | -       |
| 2003 Dettagli | Louisville         | Memphis                 | -       |
| 2004 Dettagli | Louisville         | Marquette               | -       |
| 2005 Dettagli | Marshall           | Houston                 | -       |
| 2006 Dettagli | Alabama Birmingham | Memphis                 | -       |
| 2007 Dettagli | Tulsa              | Alabama Birmingham      | -       |
| 2008 Dettagli | Tulane             | Alabama Birmingham      | -       |
| 2009 Dettagli | Rice               | Tulsa                   | -       |
| 2010 Dettagli | Tulsa              | Southern Methodist      | Houston |
| 2011 Dettagli | Tulsa              | Alabama Birmingham Rice | -       |
| 2012 Dettagli | Tulsa              | Central Florida         | -       |
| 2013 Dettagli | Texas San Antonio  | Tulane                  | -       |
| 2014 Dettagli | Western Kentucky   | Rice                    | -       |
| 2015 Dettagli | Western Kentucky   | Texas San Antonio       | -       |
| 2016 Dettagli | Western Kentucky   | Rice                    | -       |
| 2017 Dettagli | Western Kentucky   | North Texas             | -       |
| 2018 Dettagli | Rice               | Florida International   | -       |
| 2019 Dettagli | Western Kentucky   | Rice                    | -       |
| 2020 Dettagli | Western Kentucky   | Rice                    | -       |
| 2021 Dettagli | Western Kentucky   | Rice                    | -       |
| 2022 Dettagli | Rice               | Western Kentucky        | -       |
| 2023 Dettagli | Western Kentucky   | New Mexico State        | -       |
| 2024 Dettagli | Western Kentucky   | New Mexico State        | -       |

## Palmarès
| Squadre            | Titoli | Stagioni                                             |
| ------------------ | ------ | ---------------------------------------------------- |
| Western Kentucky   | 9      | 2014, 2015, 2016, 2017, 2019, 2020, 2021, 2023, 2024 |
| Louisville         | 4      | 1998, 2000, 2003, 2004                               |
| Tulsa              | 4      | 2007, 2010, 2011, 2012                               |
| South Florida      | 3      | 1995, 1996, 2002                                     |
| Rice               | 3      | 2009, 2018, 2022                                     |
| Houston            | 1      | 1997                                                 |
| Cincinnati         | 1      | 1999                                                 |
| DePaul             | 1      | 2001                                                 |
| Marshall           | 1      | 2005                                                 |
| Alabama Birmingham | 1      | 2006                                                 |
| Tulane             | 1      | 2008                                                 |
| Texas San Antonio  | 1      | 2013                                                 |